# 鄂伦春族
鄂伦春族（穆麟德轉寫：Oronco），是中国官方承認的55个少数民族之一，使用鄂伦春语，大部分分布在内蒙古自治区的大小兴安岭中。人口9168人（2020年）。“鄂伦春”是民族自称，意为“山岭上的人”，或“有驯鹿的人”。鄂伦春族人过去普遍信仰萨满教，崇拜自然物，相信万物有灵。盛行对祖先的崇拜。

## 歷史
公元5世纪前，古鄂伦春人仍处于氏族社会时期，各氏族按照血缘关系和婚姻关系沿水居住。史书記載的“沃沮”、“乌素固”、“靺鞨”、“鉢室韋”等都與鄂伦春族有關。三國志：“无大君主，有邑落长帅。”，《魏志》曰：‘东沃沮……无大君王，世世有邑长。……今诸邑落渠帅称三老臣，句丽置其中大人为使，又置大家以统之，税其貂布食物、美女婢妾。’
5世纪初，鄂伦春人進入氏族封建制，其生产生活领地的划分以家族或氏族为单位。
有觀點認為遼國之前鄂伦春族主要是越喜、铁利、拂涅、虞娄等部的居民，还包括渤海国的粟末靺鞨族（渤海人）人。渤海国灭亡后西迁的“乌素固”人、“移塞没”人、“西室韦人”，是那些迁移到了呼伦贝尔地区的乌古人，也就是鄂伦春的先民。他们语言与鄂温克族一样是北通古斯語系。他們分庫馬爾與畢拉爾二部落，下有氏族。也有使馬與使鹿之分。
在滿洲國期間，鄂倫春族人口大幅減少。日本人在他們中間分發鴉片，對部分社區成員進行人體試驗，再加上流行病的發生，導致人口驟減至1000人。日本人禁止鄂倫春族與其他民族交流，並強迫他們為日人獵殺動物，以令他們換取有時不足以生存的口糧和衣服，這導致了很多人因飢餓和暴露而死亡。作為控制手段，鴉片被分發給18歲以上的鄂倫春族成年人。在阿里河被鄂倫春獵人打死2名日軍後，日軍毒死了40名鄂倫春人。日本人還在戰爭中強迫鄂倫春人為他們而戰，導致鄂倫春人人口減少。

## 语言
鄂伦春语属满-通古斯语系北通古斯语族埃文基语支。元音根据舌位分阴、阳两类，有元音和谐。名词有两对格；动词有人称范畴和丰富的体。没有文字。
鄂伦春语已经成为濒危语言。1980年代末的调查显示，鄂伦春族只有51%的人仍使用鄂伦春语；聚居区的生活用语仍以鄂伦春语为主。2000年的调查显示，鄂伦春自治旗的7个鄂伦春族聚居的猎民村中，完全、熟练掌握鄂伦春语的不到40%，半数以上集中在30岁以上人群中；完全不懂鄂伦春语的超过40%，10岁以下的人群有94%完全不懂鄂伦春语。2007年的调查显示，鄂伦春族内部通用的交流语言已经变为了汉语，鄂伦春语成为50岁以上人群内部使用的“专利语言”。

## 人口情况
根据中华人民共和国第六次全国人口普查（2010年），全国共有鄂伦春族8659人：
- 黑龙江省3943人（45.5%），内蒙古自治区3632人（41.9%），（鄂伦春族人口数大于100的6个省份）合计8189人（94.6%）。
- 男性4033人，女性4626人，性别比0.87。
- 2298人（26.5%）居住于城市，2794人（32.3%）居住于镇，3567人（41.2%）居住于乡村。
- 6岁及以上人口（7884人）中，教育程度为小学或以下的1516人（19.2%），比例为全国第4低（次于朝鲜族、俄罗斯族和赫哲族）；大学（含大专）或以上的1840人（23.3%），比例为全国第4高（次于俄罗斯族、塔塔尔族和赫哲族）。

## 聚居区域
鄂伦春族建立的民族自治地方有一处：内蒙古呼伦贝尔市鄂伦春自治旗。
此外另有6个鄂伦春民族乡：南木鄂伦春族乡（内蒙古扎兰屯市）、新生鄂伦春族乡、新兴鄂伦春族乡、新鄂鄂伦春族乡（黑龙江黑河市）、白银纳鄂伦春族乡、十八站鄂伦春族乡（大兴安岭地区）。